# Richelieu (1935)
Richelieu byla francouzská bitevní loď stejnojmenné třídy. Loď, která byla pojmenována na počest francouzského kardinála Richelieu a byla bojově nasazena během druhé světové války. 
Stavba lodi byla zahájena v roce 1935, na vodu byl trup spuštěn v lednu 1939, ale do porážky Francie se loď nepodařilo zcela dokončit. Z 95% hotová loď unikla do Dakaru, kde zůstala i nadále podřízena vládě ve Vichy. 
Když se Britové pokusili v červenci 1940 francouzskou flotilu neutralizovat, aby nepadla do německých rukou, kromě útoku na Mers-el-Kébir napadli i Richelieua, jenž byl i přes svůj nekompletní stav nejmodernější francouzskou válečnou lodí. Dne 6. července 1940 letouny z letadlové lodě HMS Hermes poškodila Richelieua jedním torpédem. Dne 24. září pak Richelieu svedl dělostřelecký souboj s britskou bitevní lodí HMS Barham v bitvě o Dakar.
Až v listopadu 1942 se loď přidala ke spojencům a převzali ji Svobodní Francouzi. Byla odvlečena do New Yorku, kde byla do října roku 1943 dokončována a opravována. Richelieu poté operoval s britskou Home Fleet a od roku 1944 operoval v Pacifiku. Loď se v pořádku dočkala konce války. Byla sešrotována v 60. letech. V Brestu se z ní dochoval jeden z 381mm lodních kanónů.

## Uživatelé
- – Francouzské námořnictvo
- – Vichistická Francie
- – Svobodní Francouzi